# Solanum steyermarkii
Solanum steyermarkii là loài thực vật có hoa trong họ Cà. Loài này được Carvalho miêu tả khoa học đầu tiên năm 1991.